# فيليبي سانشيز رومان
فيليبي سانشيز رومان (بالإسبانية: Felipe Sánchez Román)‏ هو دبلوماسي ومحامي وسياسي إسباني، ولد في 1850 في بلد الوليد في إسبانيا، وتوفي في 1916 في مدريد في إسبانيا. حزبياً، نشط في الحزب الليبرالي. وقد انتخب عضو مجلس الشيوخ الإسباني ‏.